# 現代思想
現代思想（げんだいしそう）、あるいは、現代哲学（げんだいてつがく、英: contemporary philosophy）とは、20世紀半ば以降にあらわれた西洋哲学・思想のこと。大きく英米圏の分析哲学とドイツ・フランス圏の大陸哲学に分けられる。
英米圏では、論理実証主義を経て分析哲学が発展し、これは日常言語学派と理想言語学派（人工言語学派）とに分かれた。ドイツでは、フッサールの現象学、ディルタイの解釈学、その2つを時間論の上で統合しようと試みたマルティン・ハイデッガーの現象学的解釈学、基礎的存在論が多くの学問分野に影響を与えた。
フランス現代思想では、ドイツ発祥の現象学を承継する過程で実存主義が興った。その後、ソシュールを祖とする構造主義が興り、実存主義は廃れていったが、さらにこれに対する反動としてポスト構造主義が興るという大きな流れがある。このような大きな流れはやがて相互に影響を与え始める。
さらにドイツでは、ヘーゲルの弁証法を基礎に、マルクス主義哲学と科学を統合し、非合理的な社会からの人間の解放を目指すフランクフルト学派の批判理論が、分析哲学を実証主義であると批判して対立していたが、戦後いわゆる「実証主義論争」を経て、英米圏の分析哲学の研究成果を受け入れる流れができた。逆に、英米圏でも、大陸哲学の研究成果を受け入れ、ポストモダンの潮流を受けたカルチュラル・スタディーズ、ポストコロニアリズムなどの新たな学問の流れがでてきた。

## 現代思想の先駆者たち
19世紀後半から20世紀前半にかけての数人の哲学者・思想家が現代思想に大きな影響を与えた人物として列挙される。20世紀半ば英米哲学では分析哲学が支配的になるが、ヨーロッパでは、ゴットロープ・フレーゲ、バートランド・ラッセル、ルートヴィヒ・ウィトゲンシュタインらを先駆者とする論理実証主義の運動が始まっていた。論理実証主義に拠れば、論理学と数学の真理はトートロジー（常に真となる論理命題）であり、科学の真理は実験的に検証できる。倫理学、美学、神学、形而上学および存在論の主張を含め他の主張はどれも意味がないとした（この理論は検証理論と呼ばれた）。アドルフ・ヒトラーとナチス党の勃興により、多くの実証主義者がドイツからイギリスやアメリカに逃れ、その後の年月ではアメリカにおける分析哲学の支配を補強することになった。
大陸哲学では、ニーチェ、マルクス、フロイトの3名がよく名前が挙がるが、他には、フッサール、ソシュールなども重要視される。

## 分析哲学と大陸哲学の分岐
サイモン・クリッチリーによれば、分析哲学と大陸哲学の分岐地点は二つあるとされている。一つはイマヌエル・カントの哲学に対する二通りの反応と評価であり、英米哲学は『純粋理性批判』の成功した「認識論」に、大陸哲学は『判断力批判』の「実践」にそれぞれ強い関心を持った。
もう一つはフランツ・ブレンターノらの心理主義に対する二人の哲学者の異なった反応で、そのうちの一人は大陸哲学のフッサールであり、もう一人は分析哲学のフレーゲである。この二人からそれぞれの哲学の流れは分岐し、ダメットはそれをフッサールを黒海に注ぐドナウ川に、フレーゲを北海に注ぐライン川に喩えている。フッサールの影響は今日大陸哲学のみならず、英米哲学にも広く及んでいるが、フッサールは、数学・論理学の基礎を生物学的・心理学的な過程に求めようとする心理主義、殊に意味・思想までも表象ととらえることに強く反対していたが、この点はフレーゲも同様であった。しかし、両者は、意味・思想という論理的なものと心理的なものを厳密に区別するという点において共通していたが、フレーゲは、心理的なものから論理的なものの領域を守るという関心から、言語表現の内包（意味）が外延（指示対象）を決定すると考えて現在の分析哲学の基礎を作った。これに対し、フッサールは、心理的なものと論理的なものがどのように相互に影響を与えるのかという関心から、ノエシス / ノエマの関係の解明に向かい、現象学を創始することになった。

## 哲学の専門職化
フッサールとフレーゲは、ともに数学基礎論という専門的・技術的な議論にかかわりながら、自己の思想を確立していったが、当時は、アインシュタインの相対性理論や量子力学の著しい発達に象徴されるように「科学の世紀」と呼ばれるほど科学の発達した時代であった。ドイツでは、教育と研究の一体化という革命的な発想に従ってベルリン大学が創設されると、イギリス・フランスに近代化の遅れるドイツの産業形成を支え、歴史学、社会学、教育学、民俗学など新たな学問分野が次々と生じ、数学、物理学、化学など既存の学問分野も急速な発展を遂げ、今日の大学の基本的な諸分野がほぼその骨格を現すことになった時代でもあった。教養としての学問から職業としての学問という転換を果たしたドイツの大学は、各国のモデルとなり、各国で専門職としての学者集団が生じた。このような当時の背景事情は、哲学にも当然のことながら大きな影響を与え、従来哲学の一分野であった論理学・数学・心理学などなどが独立の学問分野として分離していっただけでなく、歴史学の影響を受けて、厳密な批判を経た資料を用いて研究する哲学史が哲学の主要な一分野とされるようになると、例えば、ヘーゲルのように、一生をかけて自分の哲学体系を一人で完成させるというようなことは不可能か著しく困難になり、多数の学者が共同で、ヘーゲル全集を発行するというように哲学も専門職化していった。また、哲学も当時の科学の発展に伴い、学際的になり、科学哲学など新たな哲学分野の発達などに応じて、その内容も専門的で技術的なものになっていった。このような傾向は、特に英米哲学における分析哲学において顕著になり、この傾向を徹底させた理想言語学派を生んだ。

## 分析哲学
20世紀初頭にゴットロープ・フレーゲやバートランド・ラッセルによって記号論理学が成立すると、哲学の専門職化という時代背景の下、スコットランド常識学派の成果など様々な影響を受け、これを吸収していった分析哲学のうち、前期ウィトゲンシュタインの『論理哲学論考』の影響を受けた潮流は論理学的な人工言語を重視して論理実証主義運動を興し、人工言語学派（ideal language philosophy　理想言語学派）を形成したが、これとは正反対に後期ウィトゲンシュタインの『哲学探究』の影響を受けた潮流は日常言語を重視して日常言語学派を形成した。
W・V・O・クワインは論理実証主義者ではなかったが、哲学は知識の明晰さを追求し世界を理解することでは、科学と肩を並べて行くべきという見解は同じだった。クワインはその論文『経験主義の2つのドグマ（教義）』で論理実証主義者や知識の分析・総合区別を批判し、正当化の整合説である「信念のクモの巣」、ホーリズムを提唱した。クワインの認識論では、孤独の場合に如何なる経験も起こらないので、あらゆる信念あるいは経験が全体と結びつけられる知識に対して実際に全体的なアプローチがある、としている。クワインは翻訳の不完全性理論の一部として「ガヴァガイ」 (gavagai) という言葉を編み出したことでも有名である。
クワインのハーバード大学の教え子ソール・クリプキは、分析哲学の影響を大きく受けた。クリプキは、ブライアン・ライターが行った調査で、過去200年間の最も重要な哲学者10傑に入っていた。クリプキは4つの哲学論文で特に良く知られている。すなわち、(1) 様相論理学と関係論理学のためのクリプキ意味論（彼がまだ10代の間に開始した幾つかの論文に掲載された）、(2) 1970年にプリンストン大学で行った講義「名指しと必要性」（1972年と1980年に出版、言語哲学を再構築し「形而上学を再度尊敬できるものにした」）、(3) ウィトゲンシュタインの哲学の解釈、 (4) 真理論、である。また集合論についても重要な貢献を果たした。
クワインのハーバード大学でのもう1人の教え子デイヴィド・ケロッグ・ルイスは、ブライアン・ライターが行った調査で、20世紀で最も偉大な哲学者の一人に入っている。論議を呼んだ様相実在論の提案で良く知られており、具体的で因果的に孤立した可能世界が無限にあり、その中の一つが我々の世界だと主張している。これら可能世界は様相論理学の分野で出てくる。
トーマス・クーンは科学史や科学哲学の分野で広範な業績を残した重要な哲学者かつ著作家だった。その有名な著作『科学革命の構造』は学術文献で引用されることが多い。クーンはこの中で、科学者は新たに解くべきパズルを見付けるので異なる「パラダイム」（理論的枠組み）を通って前進し、問題に対する解を見付けるための苦闘が拡がると世界観にシフトが起こるとし、これを「パラダイム・シフト」と名付けた。その功績は知識社会学におけるマイルストーンと考えられている。

## 大陸哲学

### 西欧マルクス主義

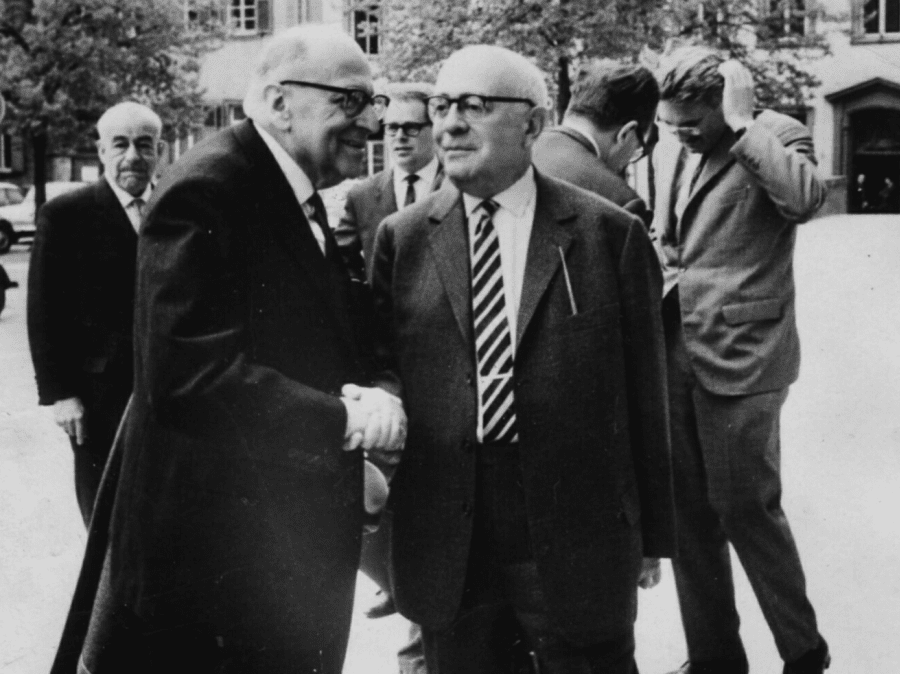
（左から順に）ホルクハイマー、アドルノ。背後がハーバーマス。

第二次世界大戦以後、世界は、アメリカ合衆国を中心とする西側世界と、ソビエト連邦共和国を中心とする東側世界に対立する冷戦時代に入っていった。このことは、西ドイツと東ドイツに分裂を余儀なくされたドイツの思想界に決定的な影響を与えた。西欧のマルクス主義者は、ソ連型のマルクス主義（マルクス・レーニン主義、その後継としてのスターリン主義）に対して、異論や批判的立場を持つ者も少なくなかったが、最初に西欧型のマルクス主義を提示したのは哲学者のルカーチだった。ドイツのフランクフルト学派と呼ばれるマルクス主義者たちは、アドルノやホルクハイマーを筆頭に、ソ連型マルクス主義のみならず、西洋文明における伝統的理論を批判し、かかる理論が生み出した全体主義を批判する「批判理論」と呼ばれる新しいマルクス主義を展開した。これは、ヘーゲルの弁証法を基礎に、マルクス主義哲学と科学を統合し、非合理的な社会からの人間の解放を目指すというものであり、フロイトの精神分析を応用する。批判理論は、まず、デカルト的な主観・客観の二項対立を前提としている伝統的理論を批判する。このような対立図式は支配される客体としての自然を分析して観念する。そのため、学問は分析される対象ごとに分断され、専門家・技術化していくが、諸学問は、人間の解放を目指すという目的のため統合されなければならない。また、伝統理論は世界を支配される客体として自然の総体とみるため、現状追認のためのイデオロギーとして機能する。ゆえに、世界は、マルクス主義的な観点から、具体的な自然に対して労働を加えて作られたところの歴史的社会的なものの総体として把握されなければならない。さらに、批判理論はマルクス主義も批判する。魔術からの解放と合理化を目指した近代的な啓蒙の弁証法の起源は、マルクスが主張したような階級対立ではなく、人間と自然との生存を賭けた闘争である。したがって、伝統的な理論は信頼してきた理性は生に従属する道具的なものにすぎない。ゆえに、近代的な理性が伝統社会を全体主義に導いた真の犯人であるとする。

### 実存主義

#### サルトル

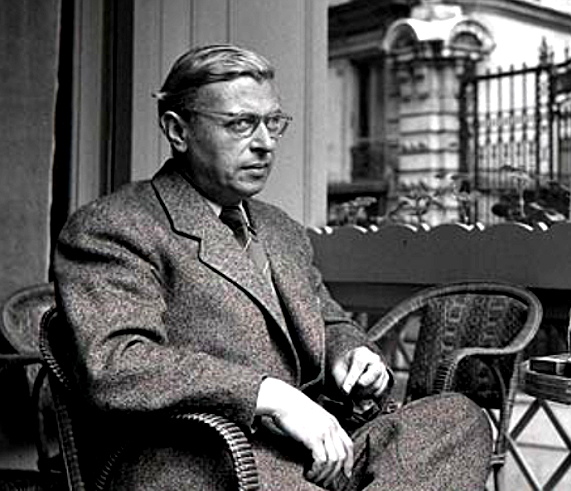
サルトル

フランス実存主義の祖サルトルは、主著『存在と無―現象学的存在論の試み』（1943年）において、今まさに生きている自分自身の存在である実存を中心とする存在論を展開した。サルトルの思想は、特に無神論的実存主義と呼ばれ、自身の講演「実存主義はヒューマニズムであるか」において、プラトン・アリストテレスに起源を有する「本質存在が事実存在に先立つ」という伝統的形而上学のテーゼを逆転して「実存は本質に先立つ」と主張し、「人間は自由という刑に処せられている」と述べた。もし、すべてが無であり、その無から一切の万物を創造した神が存在するならば、神は神自身が創造するものが何であるかを、あらかじめわきまえている筈である。ならば、あらゆるものは現実に存在する前に、神によって先だって本質を決定されているということになる。この場合は、創造主である神が存在することが前提になっているので、「本質が存在に先立つ」ことになる。しかし、サルトルはそのような一切を創造する神がいないのだとしたらどうなるのか、と問う。創造の神が存在しないというならば、あらゆるものはその本質を（神に）決定されることがないまま、現実に存在してしまうことになる。この場合は、「実存が本質に先立つ」ことになり、これが人間の置かれている根本的な状況なのだとサルトルは主張する。サルトルにとって、現象学によって把握される即自存在と対自存在の唐突で無根拠な関係は、即時存在の幻影的な存在の根拠になっている。いずれにせよ、そこでは現象学に還元し得ない存在としての実存が問題にされている。

#### メルロ＝ポンティ
メルロ＝ポンティは、後期フッサールの生活世界に焦点を当てて、これを乗り越えようとした。彼は、『知覚の現象学』（1945年）において、知覚・身体を中心に据えて幻影肢の現象を分析し、自然主義と観念論を批判する。その前提となる、デカルト的なコギトにとって「私の身体」は世界の対象の一つであり、仮に、そのような前提が正しいとすれば、私の意識が、客観的にない脚に痒みを感じることはないはずである。彼は、デカルト的伝統を受け継ぐサルトルのように対自主体、即自客体を明確に二分することに誤りがあり、両者を不可分の融合的統一のうちにとらえられるべきであると主張する。主体でも客体でもあると同時に主体でも客体でもない裂開の中心である両義的な存在、それが身体である。生理的な反射でさえ、生きた身体が環境に対して有する全体的態度、意味の把握を伴うし、その全体性は決して私の反省的意識に還元し尽くされることはない。私と世界の間の身体による関係は、全体的な構造であるばかりでなく、時間的に発展する構造でもある。彼にとって即自存在と対自存在の対立は、以上のような構造を有する、より一層深い媒介の所産である。このようなメルロ＝ポンティの身体論はフロイトと容易に結びつく。このような構造に関する理論が身体論に適用されるだけでなく、これを超えて社会と個人の関係に拡張されるまではそれほどの時間を要しなかった。

### 構造主義
『存在と無』によって、一躍時代の寵児となったサルトルは、その後、『弁証法的理性批判』（1960年）において、実存主義をマルクス主義の内部に包摂することによって、史的唯物論を再構成し、ヘーゲル-マルクス的な歴史主義とデカルト-フッサール的な人間主義との統合を主張するようになったが、その後、サルトルとクロード・レヴィ＝ストロースの論争をきっかけに、マルクスの上部構造 / 下部構造、生産力 / 生産関係といった構造的な諸概念が実体化されていること、また、デカルト-フッサール的な近代的な主体を思想の前提として実体視していることを批判し、構造主義が台頭するようになった。

### ポスト構造主義・ポストモダニズム

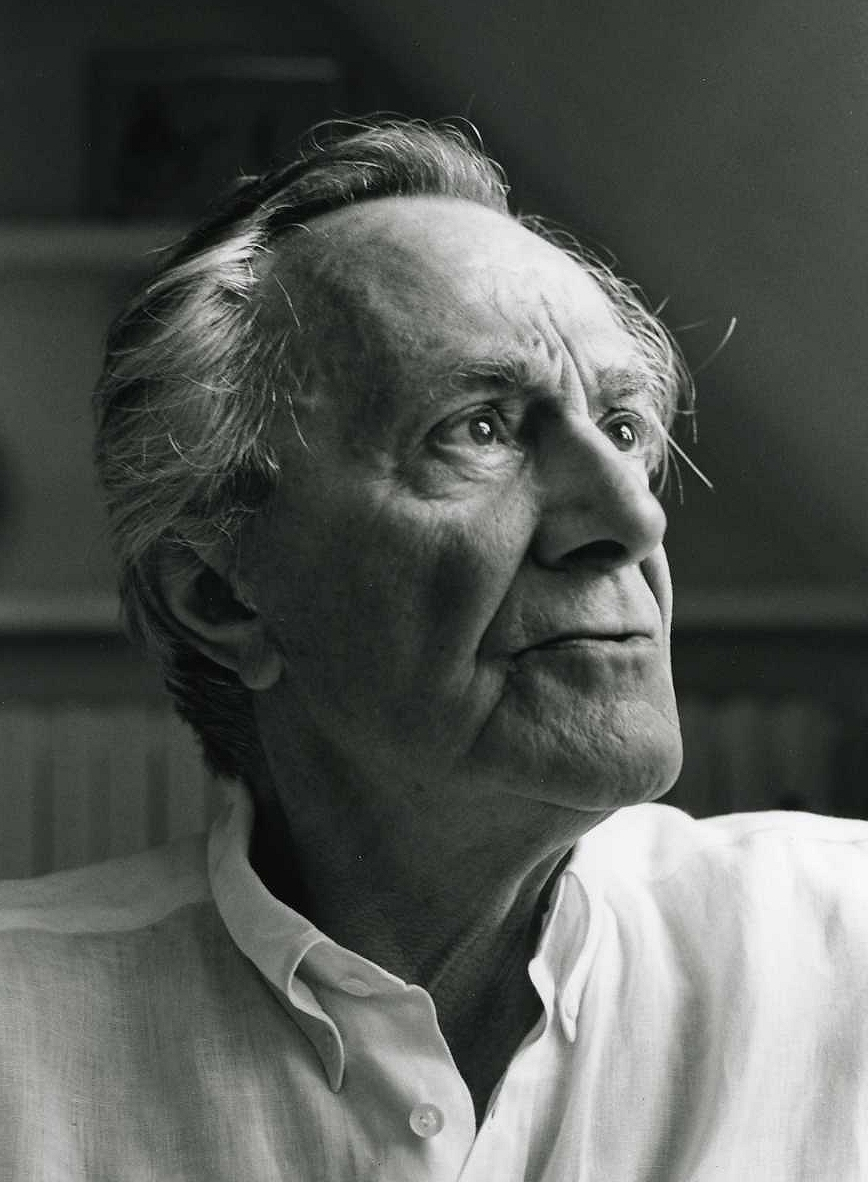
リオタール

1966年、ストラスブール大学に端を発した学生運動はフランス全土に拡大し、いわゆる五月革命がおこると、あろうことか本来労働者の側にあるはずのフランス共産党 (PCF) がストライキを押さえ込み、当時の左翼文化人もこれを支持し、マルクス主義への民衆の幻滅を後押し、マルクス主義の頽落と共に近代的な主体という概念を前提に、積極的な政治参加を肯定したサルトルの実存主義も運命を共にすることとなった。五月革命の結果は、左翼勢力が民衆の支持を失い、保守勢力による安定的な政治・ハイテクを背景にした大量消費社会の実現を準備した。
そして、実存主義・マルクス主義を批判してきた構造主義にも批判が生じ始める。構造主義は、主体たる人間が無意識的に普遍的な構造に規定されていると主張し、現象の背後にある構造を分析することによって、あるシステムの内的文法をとりだすことができ、各システムはそれにしたがって作用する。そこでは、あらゆるものが予想可能になり、偶然性や創造性といったものが排除されてしまう。
いわゆるポスト構造主義の論者とされる者たちは、構造主義のもつ、構造を静的で普遍的なものとし、差異を排除する傾向に対して、それは西洋中心のロゴス中心主義であるとして異議を申し立てた。デリダによると人間が言葉（ロゴス）によって世界の全てを構造化できるという発想自体、実存主義・マルクス主義と同様に西欧形而上学から抜け出せておらず、構造主義によって形而上学を解体しようという試みもまた形而上学にすぎないと批判し、脱構築による階層的な二項対立を批評する。ミシェル・フーコーは、当初構造主義者とみられていたが、権力の構造を暴くことにより、西欧的な理性・絶対的な真理を否定していることから、ポスト構造主義者とみられるようになった。
そのような状況下において、リオタールは、『ポストモダンの条件』（1979年）を著したが、彼によれば、「ポストモダンとは大きな物語の終焉」なのであった。「ヘーゲル的なイデオロギー闘争の歴史が終わる」と言ったコジェーヴの強い影響を受けた考え方である。まさにマルクス主義のような壮大なイデオロギーの体系（大きな物語）は終わり、高度情報化社会においてはメディアによる記号・象徴の大量消費が行われる、とされた。この考え方に沿えば、“ポストモダン”とは、民主主義と科学技術の発達による一つの帰結と言える、ということだった。
このような文脈における大きな物語、近代＝モダンに特有の、あるいは少なくともそこにおいて顕著なものとなったものとして批判的に俎上に挙げられたものとしては、自立的な理性的主体という理念、整合的で網羅的な体系性、その等質的な還元主義的な要素、道具的理性による世界の抽象的な客体化、中心・周縁といった一面的な階層化など、合理的でヒエラルキー的な思考の態度に対する再考を中心としつつも、重点は論者によってさまざまであった。したがって、ポスト・モダニズムの内容も論者や文脈によってそうとう異なり、明確な定義はないといってよいが、それは近代的な主体を可能とした知、理性、ロゴスといった西洋に伝統的な概念に対する異議を含む、懐疑主義的、反基礎づけ主義的な思想ないし政治的運動というおおまかな特徴をもつということができる。その意味で単なる学説・思想ではなく、より実践的な意図をも包含するムーブメントといえる。それは左翼なき社会、大量消費社会において、自由と享楽を享受しながらも、反権力・反権威である続けるための終わりない逃走である。

## 冷戦の終わりと思想の大衆化
冷戦が終わり、1991年にソ連が解体すると、「大きな物語」であったマルクス主義も物語としてだけではなく、現実に終焉を遂げたかのように見えた。残ったのは、高度資本主義社会において、大量消費を続ける社会であり、無数の「小さな物語」であった。そこでは、専門家によって高度に技術的なものになった哲学も大衆によって商品として消費されるように至った。ほぼ時期を同じくしてポスト構造主義・ポストモダニズムは急激に衰退していった。

## カルチュラル・スタディーズとポストコロニアリズム
1980年代、カルチュラル・スタディーズとポストコロニアリズムという2つの思想潮流がほぼ同時期に発生し、相互に影響を与えつつ発展していった。カルチュラル・スタディーズは、リチャード・ホガードが初代所長となったバーミンガム大学現代文化研究センター (CCCS: Centre for Contemporary Cultural Studies) を起源の一つとし、スチュアート・ホールとディック・ヘブディジ、ポール・ギルロイらの活動によって発展し、各国に広まっていっていった。ホガードは、大学卒業後しばらくの間アダルト・エディケーション（日本でいうところの夜間学校に類するもの）で教鞭をとっていたことがあるが、このことに象徴されるように、カルチュラル・スタディーズの面々は、英国の高等教育と大衆文化の関係に直面し、その問題の分析にあたった。そのため文芸批評も分析の対象とするだけでなく、そのなかでも、いわゆる高級文化のみならずサブカルチャー（大衆文化）をも手がかりにする点に特徴がある。大衆文化と切り離せないメディア論を駆使し、比較文学、文化人類学、社会学、政治学と結びつきながら展開していった。
ポストコロニアリズムは、エドワード・サイードが著した『オリエンタリズム』（1978年）を嚆矢とする。サイードは、ミシェル・フーコーに影響を受けつつ、第二次世界大戦後植民地だった地域は次々に独立を果たしていき、また、戦後人文学研究の中心地となったアメリカ合衆国で、多くのマイノリティーの二世・三世が大学で学位をとるようになった時代を背景に、西洋中心主義的な言説によっていかにオリエント（本著で問題とされているのは東洋ではなく中東アラブ）が構築され、それがいかに権力＝知と結びついているのかを分析した。ポスト構造主義、ポストモダニズムの影響の下、文化人類学、社会学、歴史学、文学と結びつきながら展開し、マハトマ・ガンジーや魯迅などの非西洋の思想に光を当てようとした。

## 現代リベラリズム
アメリカ合衆国が設立された当時は社会や政治への関心がアメリカの哲学を支配していたが、分析哲学者達は認識論的な問題、言語や科学に関する問題や概念を主に扱っていたため、アメリカの哲学において1970年代まであまり社会や政治といった「実践」の問題には十分に関心を払われていなかったが、冷戦の終わりとほぼ時期を同じくして政治と社会に対する関心へ回帰する潮流が生まれる。
1971年、ジョン・ロールズはその著書『正義論』を出版した。この本では社会契約論の一形態に基づくロールズの「公正さとしての正義」観を披瀝した。ロールズは彼の概念の原点を説明するために「無知のベール」と呼ぶ概念機構の利用を提案した。ロールズの哲学では、原初状態がトマス・ホッブズの自然状態に対する相互関係である。この原初状態では、人は無知のベールの影にあると言われ、それは人それぞれの性格に気付かず、人種、宗教、富などの社会における位置を気付かせないようにしている。公正の原則はこの原初状態にある間に分別のある人によって選ばれる。公正の2つの原則は平等な自由の原則と社会および経済的不平等の分布を支配する原則である。ここからロールズは格差原理に従う配分の公正の仕組みを論じ、社会および経済的不平等全ては最小の利点のある最大の恩恵であらねばならないと言っている。
自由意志論者ロバート・ノージックはロールズの考えを政府による過度の統治と権利侵害を促進していると見なし、1974年に『アナーキー・国家・ユートピア』を出版した。この本では、最小の国家を論じ、個人の自由を防衛している。政府の役割は警察の保護、国家防衛および裁判所の管理に限定し、現代政府によって通常に行われている他の任務、すなわち教育、社会保障、福祉等々は、宗教団体や慈善団体など自由市場で運営される民間組織に取って代わられるべきだと主張している。ノージックはその見解を公正さの授権理論と主張し、もし社会の誰もが獲得、移行および調整の原則に従ってその所有物を獲得するならば、その配分が如何に不公平であろうとも割り付けのパターンは公正であるとしている。公正さの授権理論は「分配の公正さが実際にある歴史的状況によって決定されるが（終局状態理論の反対）、最も一生懸命に働いた者あるいは最も分け前に値する者が一番の分け前を得られることを保証する如何なるパターンとも関係を持たない」と主張している。
アラスデア・マッキンタイアはイギリスで生まれ教育を受けたが、アメリカ合衆国に40年間ほど生活し働いた。マッキンタイアは古代ギリシアにおいて提唱された道徳論である徳倫理学に関する関心を再生させた功績のある、卓越したトマス・アクィナス主義政治哲学者と考えられている。「現代の哲学と現代の生活は理路整然とした道徳法の欠如によって特徴付けられ、この世界に住む大半の個人はその人生に意味ある目的感が無く、純粋な社会も欠けている」と主張している。マッキンタイアはこのような状態を正すための適切な方法は個人が適切に美徳を獲得できる純粋に政治的な社会に戻ることであると考えている。
学術的哲学とは別に、政治と社会の関心は公民権運動とマーティン・ルーサー・キング・ジュニアの著作が中心的話題になった。